# Thuraya 1
O Thuraya 1 foi um satélite de comunicação geoestacionário estadunidense construído pela Boeing. Ele esteve localizado na posição orbital de 164 graus de longitude oeste e é operado pela Thuraya. O satélite foi baseado na plataforma HS-GEM (GEOMOBILE) e sua expectativa de vida útil era de 15 anos.  O mesmo saiu de serviço em maio de 2007.

## História
O Thuraya 1 foi o primeiro satélite da série GEM (GEOMOBILE)  da Boeing . Esta linha de produtos expandiu as ofertas da Boeing além da fabricação de satélites, para integrar um satélite geoestacionária de alta potência (derivado do Boeing BSS-702) com um segmento de solo e aparelhos para o usuário, para fornecer uma ampla gama de serviços de voz por celular e serviços de dados sobre uma grande região geográfica. O segmento terrestre da Thuraya inclui gateways terrestres, além de um centro de operações de rede e facilidade de controle de satélites a partir dos Emirados Árabes Unidos.
O Thuraya 1 sofreu uma falha genérica do início do modelo BSS-702/GEM: o embaçamento dos espelhos concentradores sobre os painéis solares levou à redução da energia disponível.

## Lançamento
O satélite foi lançado com sucesso ao espaço no dia 21 de outubro de 2000, às 05:52 UTC, por meio de um veículo Zenit-3SL, lançado a partir da plataforma de lançamento da Sea Launch, a Odyssey. Ele tinha uma massa de lançamento de 5.108 kg.